# Face to Face (gruppo musicale)
I Face to Face sono un gruppo skate punk nato a Victorville, California, formato nel 1991 dal frontman Trever Keith.

## Storia
Originalmente conosciuti come i No Tollerance, i Face to Face sono una band punk rock che guadagnò subito popolarità grazie al loro sound essenziale tipico del punk.
Il gruppo è stato pubblicato inizialmente dalla Dr. Strange Records, poi dalla Fat Wreck Chords.
I Face to Face hanno scalato la vetta nel 1995 con il loro secondo album, Big Choice, che contiene il brano Disconnected, trasmesso dall'emittente radiofonica KROQ e inserito come colonna sonora di alcuni film.
La band perse popolarità nel 1998 con l'abbandono del loro primo batterista, Rob Kurth.
Nei loro primi dodici anni di storia i Face to Face sono state tra le più importanti ed influenti band della California insieme a gruppi del calibro dei Green Day, The Offspring (gruppo in cui è militato anche il batterista Pete Parada), Bad Religion, Social Distortion, Rancid, NOFX, Pennywise, No Use for a Name, Rise Against, The Vandals, Guttermouth e molti altri.
I Face to Face si sono sciolti nel 2003 a causa di alcune differenze musicali.
Successivamente i membri del vecchio gruppo si sono dedicati ad altri progetti come i Legion of Doom, Me First and the Gimme Gimmes, The Offspring e i Saves the Day.
Nel 2008 la band si è riunita in una performance live, dopo cinque anni di separazione.
I Face to Face hanno continuato a fare numerosi concerti, presentando nuovi pezzi che saranno contenuti nel nuovo album Laugh Now, Laugh Later uscito nel maggio 2011.

## Formazione

### Formazione attuale
- Trever Keith - voce, chitarra
- Chad Yaro - chitarra, voce
- Scott Shiflett - basso
- Pete Parada - batteria

### Ex componenti
- Matt Riddle - basso (1991 - 1995)
- Rob Kurth - batteria (1991 - 1998)
- Jose Medeles - batteria (1998 - 1998)

## Discografia

### Album in studio
- 1992 - Don't Turn Away
- 1994 - Big Choice
- 1996 - Face to Face
- 1999 - Standards & Practices
- 1999 - Ignorance is Bliss
- 2000 - Reactionary
- 2002 - How to Ruin Everything
- 2011 - Laugh Now, Laugh Later
- 2013 - Three Chords and a Half Truth
- 2016 - Protection
- 2018 - Hold Fast: Acoustic Sessions
- 2021 - No Way Out But Through

### EP
- 1994 - Over It
- 1996 - Econo Live
- 1999 - So Why Aren't You Happy?
- 2002 - HTRE Outtake Bonus EP
- 2012 - All for Nothing
- 2013 - The Other Half

### Album dal vivo
- 1998 - Live

### Split
- 2002 - Six Track Split EP (Split con i Dropkick Murphys[2])
- 2011 - Split w/Rise Against (Split con i Rise Against)

### Apparizioni in compilation
- 2003 - Warped Tour 2003 Tour Compilation